# KK Hrvatski Sokol 02 Osijek
KK Hrvatski Sokol 02 je košarkaški klub iz Osijeka. Osnovan je 2005. godine.